# Ryszard Urliński
Ryszard Urliński (ur. 25 listopada 1924 w Prostyniu, zm. 20 czerwca 2017 w Toruniu) – polski wojskowy, doktor nauk wojskowych, wojewoda elbląski od 15 grudnia 1981 do grudnia 1989.

## Życiorys
Syn Juliana i Anny. Od 1941 pracował w Zakłądach Budowy Mostów w Małkini. Podczas II wojny światowej był żołnierzem Armii Krajowej. Od 1944 służył w ludowym Wojsku Polskim. Ukończył Oficerską Szkołę Artylerii oraz Akademię Sztabu Generalnego WP. Podczas służby w wojskach rakietowych i artylerii awansował do stopnia pułkownika, był doktorem nauk wojskowych. Od 1971 do 1975 komendant Wyższej Szkoły Oficerskiej Wojsk Rakietowych i Artylerii w Toruniu. Trzykrotny (1980, 1981, 1982) laureat nagrody Przeglądu Wojsk Lądowych.
Należał do Polskiej Zjednoczonej Partii Robotniczej. 15 grudnia 1981 mianowany wojewodą elbląskim w miejsce Zdzisława Olszewskiego, odwołanego w związku ze stanem wojennym i przynależnością do Solidarności. W grudniu 1989 na stanowisku zastąpił go Olszewski.
Zmarł 20 czerwca 2017 w wieku 93 lat. Doczekał się dzieci, wnuków i prawnuków. Pochowano go 24 czerwca na Centralnym Cmentarzu Komunalnym w Toruniu.